# Монастир Зіслання Святого Духа (Тернопіль)
Монастир Зіслання Святого Духа в Тернополі — монастир Української греко-католицької церкви в м. Тернопіль.

## Історія
Монастир був заснований у 1999 році в колишньому приватному будинку. Монастирська каплиця була освячена 31 травня 2003 року.
На даний момент у монастирі проживають п'ять сестер, а саме: с. Андрея (Катерина) Олійник, с. Йосифа (Ольга) Олійник, с. Бернадета (Ірина) Лисик, с. Якинта (Катерина) Корчевська та с. Вінкентія (Ольга) Козак. Настоятелькою монастиря є с. Андрея Олійник.
Сестри активно займаються катехизацією в різних парафіях:
- С. Андрея Олійник проводить катехизацію в Хмельницькому (при храмі Різдва Пресвятої Богородиці), а також у селах Пронятин та Купчинці Тернопільського району.
- С. Йосифа Олійник — у Тернополі при храмі святого священномученика Йосафата.
- С. Вінкентія Козак — у Тернополі (в ТНВК № 35, при храмі святого Пантелеймона) та в селі Петрики Тернопільського району.
- С. Якинта Корчевська — у Тернополі (в архикатедральному соборі та при храмі святого священномученика Йосафата).